# 원당국민학교 광원분교
원당국민학교 광원분교는 강원특별자치도 홍천군 내면에 있었던 공립 초등학교이다.

## 연혁
- 1935.5.3 창촌공립보통학교 부설 광원간이학교 개교
- 1935.6.8 창촌공립보통학교 부설 광원간이학교 설립인가
- 1941 광원국민학교 승격
- 1948.10.1 광원국민학교 생둔분교 개교
- 1951.11.11 광원국민학교 원당분교 개교
- 1994.3.1 폐교 (졸업 890명)